# Flussgeschichte der Großen Lauter

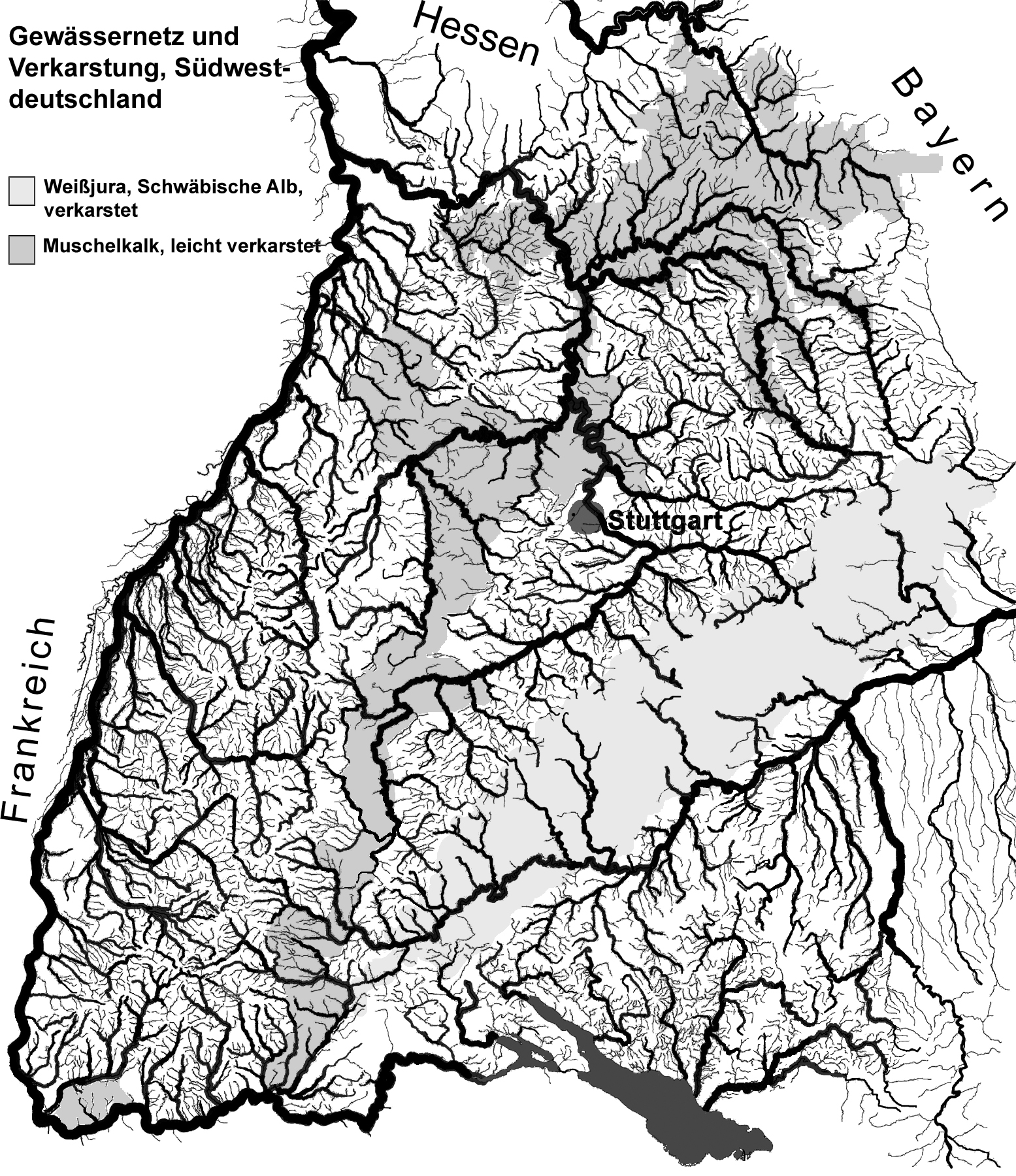
Südwestdeutsches Schichtstufenland, fast flusslose Schwäbische Alb durch Verkarstung

Die Flussgeschichte der Großen Lauter hat wie die anderen rezenten Albflüsse eine erdgeschichtlich sehr lange, wechselvolle Entwicklung hinter sich. Nur wenige, sehr alte, ehemals sehr große Gewässer der Schwäbischen Alb transportieren heute noch ihre Wasser- und Sedimentfracht oberirdisch bis zur Mündung in die Donau.
Die Urversionen der großen Gewässer, heute eher Bäche und kleine Flüsse, kamen vom nördlichen Albvorland oder durchquerten wenigstens das damals größere Gebiet, welches man gemeinhin als „Albtafel“ definiert. Die meisten dieser ehemaligen Urflüsse durchqueren auch heute noch die Schwäbische Alb von Norden nach Südost. Einige wenige Spuren sind mit dem ungeschulten Auge nachvollziehbar, wie die meist am heutigen Albtrauf beobachtbaren Strunkpässe.

## Vorbemerkung
Die Publikation von Fahlbusch (1981) Miozän und Pliozän – Was ist was? initiierte in der Geologie eine massive Änderung der stratigraphischen Gliederung des Neogen (Miozän, Pliozän) für Süddeutschland. (Anpassung an eine international einheitliche Zuordnung). Da hier Nachweise verwendet werden, deren Publikation vor dieser Zäsur liegen, wurde die Anpassung an die heute gültige Stratigraphie vorgenommen. Die Anpassung (Serienangabe Miozän oder Pliozän) ist in Einzelfällen u. U. nicht genau genug getroffen worden.

## Fluviatile Sedimentation durch Urflüsse von Norden

### Südwestdeutschland im Miozän
Seit 1931 gilt, dass für alte von Norden kommende Flüsse der wichtigste Beleg miozäne Sedimentrelikte sind. Wenn diese Sedimente grobkörnige, verbackene Gesteine sind, werden sie zur Kategorie der Konglomerate gerechnet, die man, wenn sie aus den Alpen stammen, Nagelfluh nennt. Für das Pendant aus dem Norden stammender Flusssedimente hat sich der Begriff „Juranagelfluh“ etabliert. Aus Zusammensetzung, Alter, Lage und Verbreitung solcher Sedimente „lassen sich einigermaßen konkrete Hinweise über das obermiozäne Flussnetz des nördlichen Albvorlandes und der Alb ableiten.“ Zu heute wie damals bedeutenden Fließ-Gewässern aus dem Norden gehören (von Westen nach Osten) Breg und Brigach, Faulenbach (Rest einer den Schwarzwald entwässernden, mächtigen Ur-Eschach), Bära, Schmiecha/Schmeie, Fehla/Lauchert, Große Lauter und Brenz. Heute unbedeutend hatten Ur-Lone und Ur-Eyb damals ähnlich große Bedeutung wie die anderen genannten Flüsse.

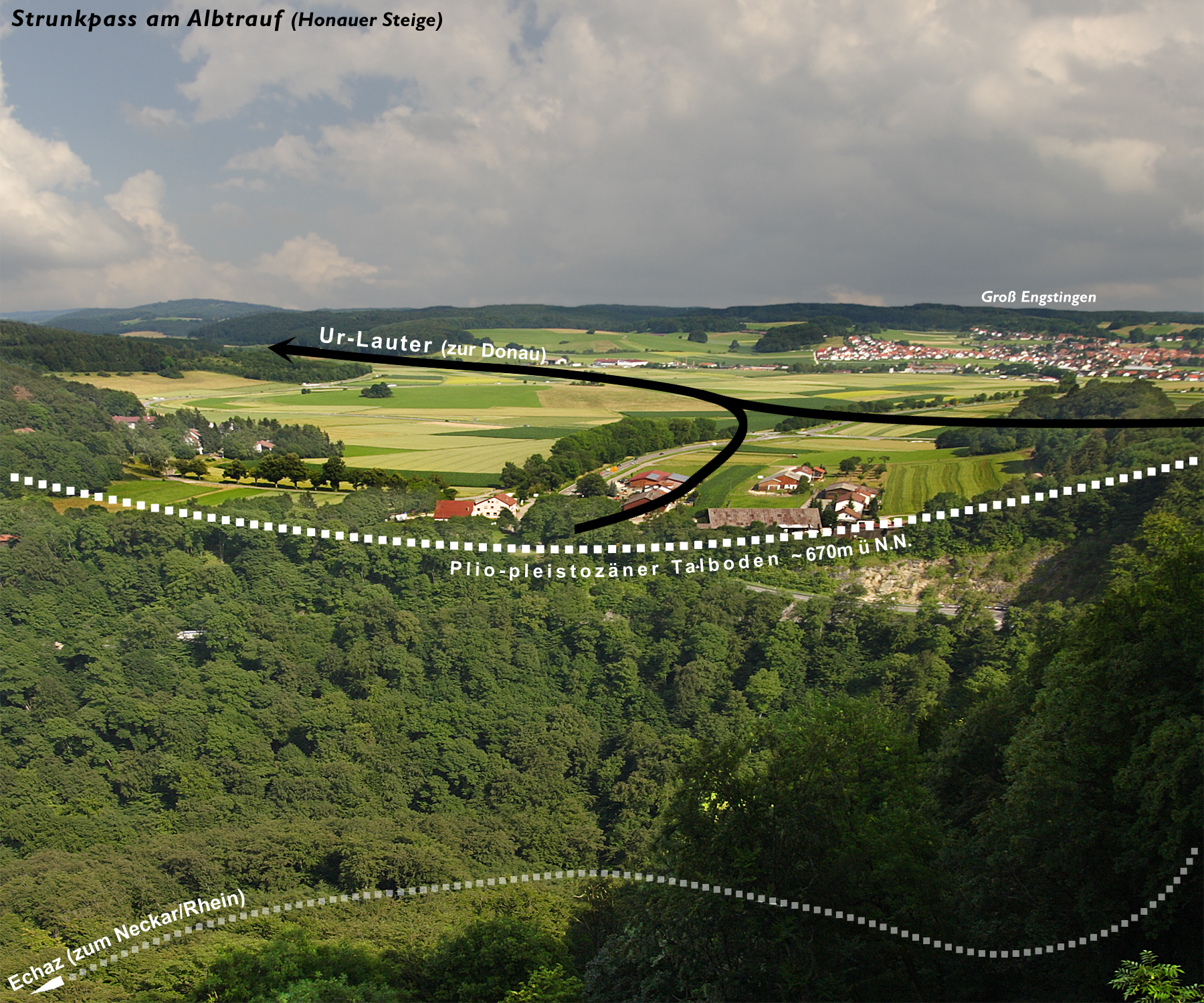
Von der „rheinischen“ Echaz angezapfte danubische Große Lauter (heute 7,9 km Trockental bis zur Quelle)

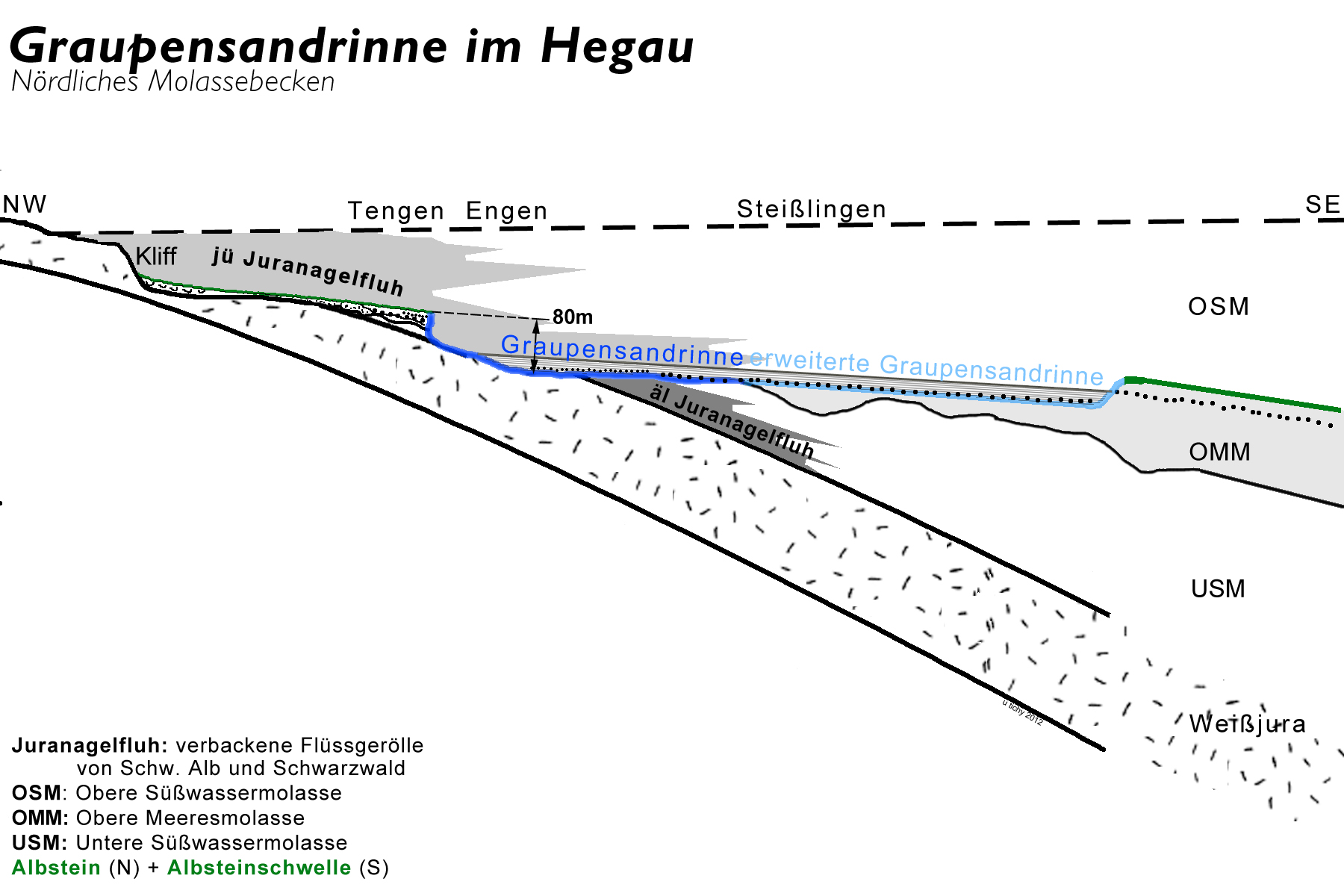
Graupensandrinne, Jüngere Juranagelfluh auf der Hegaualb

In geologischen Karten und auch in Graphiken und Textbeiträgen sind Juranagelfluh-Ablagerungen vermerkt, die zwischen dem Randen (Klettgau) in der Westalb und der Ur-Eyb/Lone („Stubenheimer Strang“) auf der Ostalb auch noch nach Millionen Jahren als geologische Archivresten vermerkt sind. Hebungsprozesse des Schwarzwalds und die Abdachung der Albhochfläche nach Südosten ließen Urflüsse aus dem Schwarzwald die mit Abstand größten Sedimentmengen Jüngere Juranagelfluh (Gesamtmächtigkeit bis 380 m) schütten. Die in der Westalb in vier Rinnen (Tengener-, Geisinger-, Bittelbrunner- und Emminger Rinne) zwischen Tengen und Emmingen (West-Ost) geschüttete Jüngere Juranagelfluh durchschnitten zunächst nur die Albsteinplatte, mündeten in die breite, flache Graupensandrinne und verfüllten diese. Die Mengen waren so riesig, dass im Verlauf des Mittelmiozäns die ganze Albsteinfläche bis zur Oberkante des Kliffs und die Graupensandrinne lokal mit Juranagelfluh gefüllt war.

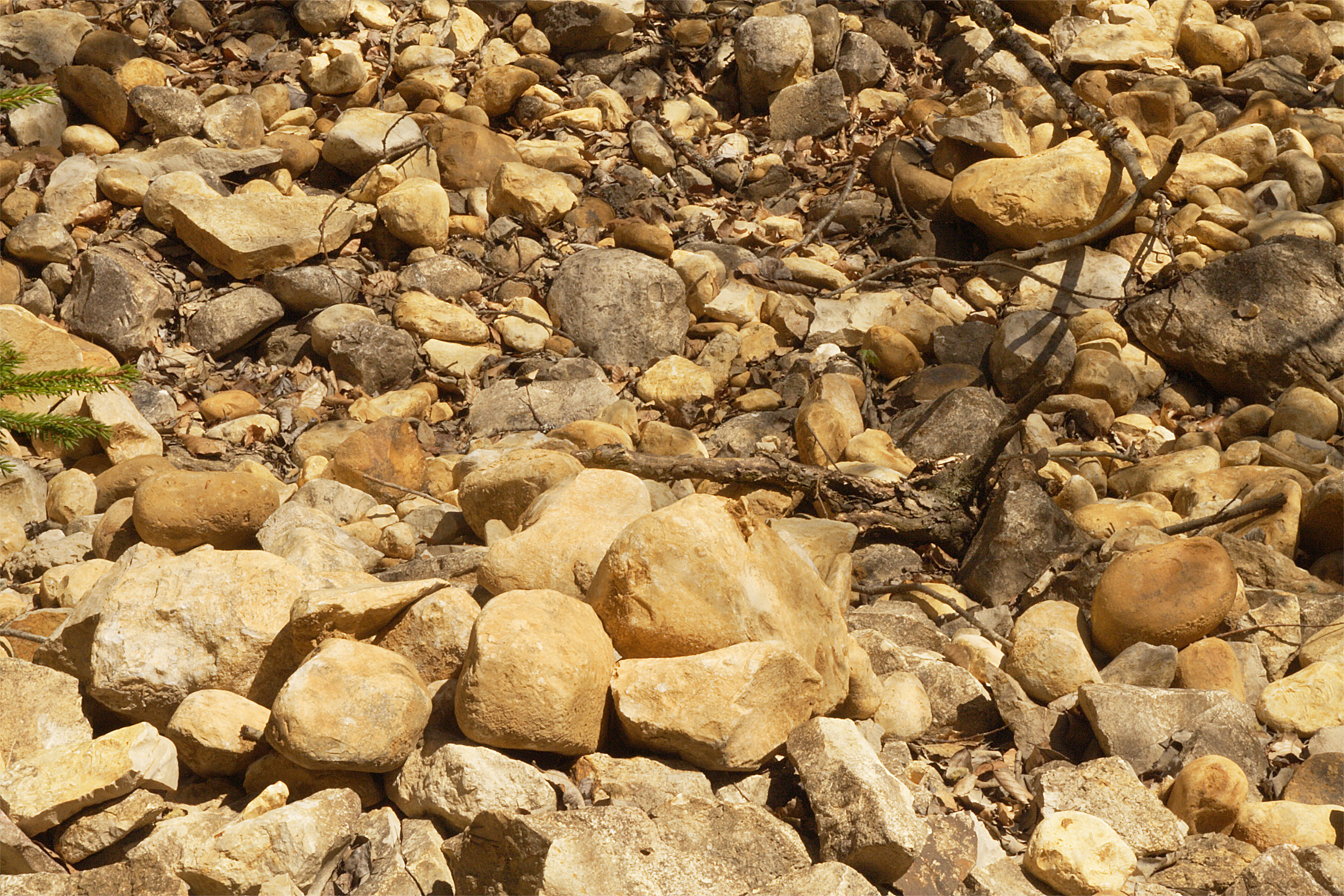
Flussgerölle der Jüngeren Juranagelfluh im ehem. Steinbruch beim Dorf Hondingen, Hegaualb

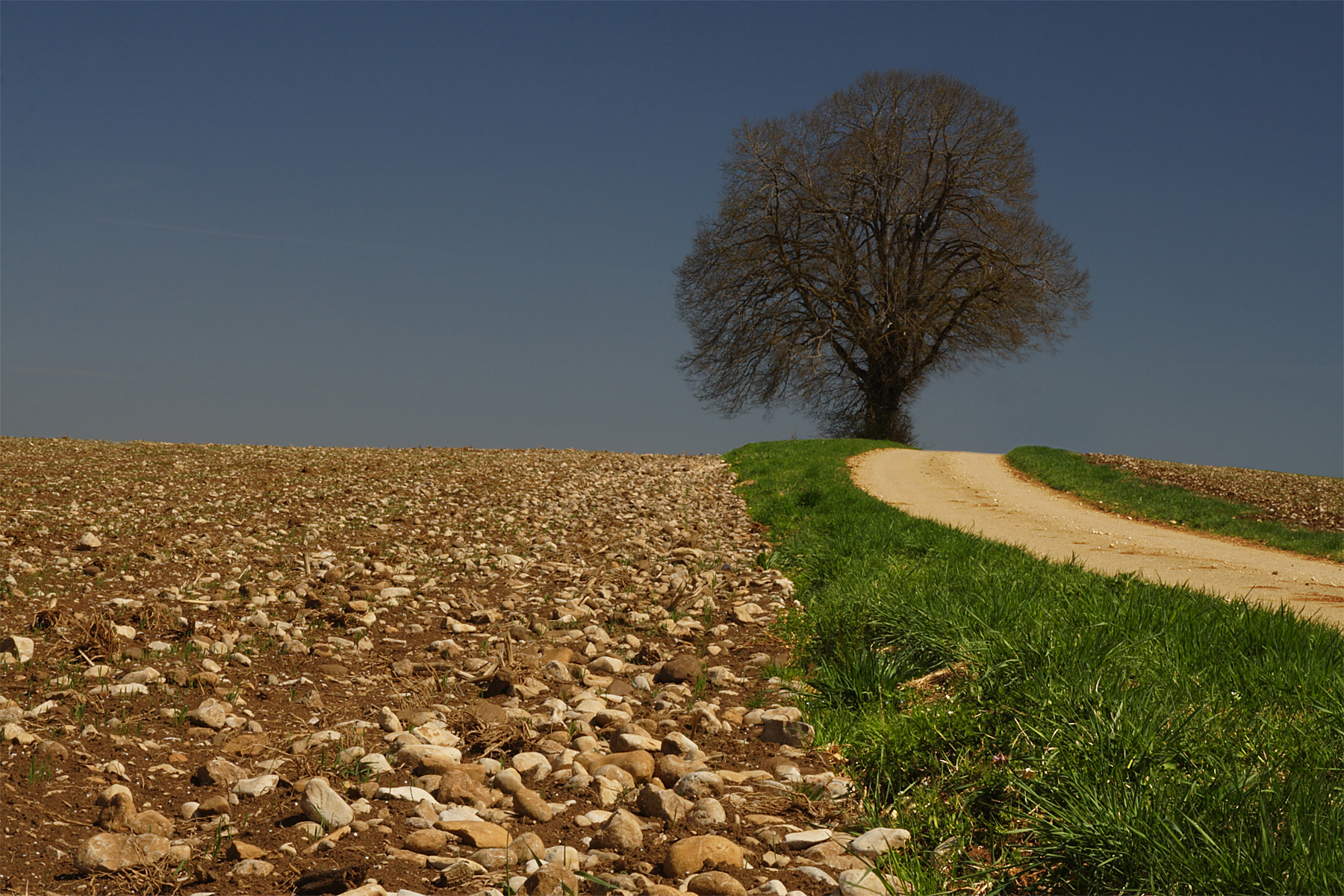
Flussgerölle der Jüngeren Juranagelfluh bedecken auch heute noch Äcker auf der Hegaualb

Die Juranagelfluh-Gerölle, die hohes tertiäres Alter der noch existierenden, oben namentlich genannten Flüsse bilden nur noch eine dünne Schicht oder bestehen sogar nur noch aus vereinzelten Streuschottern. In einem Fall sind es nur Relikte in einem im Miozän aktiven Tuffschlot. Die Schüttungen der Jüngeren Juranagelfluh waren also nur in einem begrenzten Bereich der Westalb mächtige Ablagerungen, die sogar die Graupensandrinne und die Landschaft nördlich davon verschütteten.
Beim Rückblick auf die Flussnetzgeschichte im Miozän muss man also auch das Albplateau insgesamt betrachten und unbedingt die Zeit vor der Entstehung der „Entwässerungsrinne Donau“ einbeziehen (lange Miozänzeit vor dem Obermiozän). Hier beherrschte eine bis zu 13 km breite, durchschnittlich ca. 60–80 m tiefe Graupensandrinne mit geringem, nach Südwesten (!) gerichteten Gefälle den Nordrand des Molassebeckens. In diese Graupensandrinne mündeten die Urflüsse, bevor die Urdonau im Obermiozän entstand. Die Urflüsse aus dem Norden lieferten ihre Fracht über die Graupensandrinne nach Südwesten in ein Restmeer im schweizerischen Mittelland. Nach der Erosionsphase wurden Sandschichten in der Rinne abgelagert, aber zuvor die vorhandenen Sedimente des letzten Molassemeeres (Untermiozänes Meer der Oberen Meeresmolasse, OMM) und teilweise auch die darunter liegenden Fluss-Sedimente der Unteren Süßwassermolasse (USM) des Molassebeckens ausgeräumt. Aus den Alpen wurde sodann so viel Sedimentmaterial (vor allem Obere Süßwassermolasse, OSM) angeliefert, dass diese Schüttungen die Graupensandrinne auf ihrer ganzen Länge gänzlich verfüllten. Die Rinne ist heute morphologisch nicht mehr wahrnehmbar.
Die gesamte Flächenalb wurde im Miozän bis zu 70 m hoch von der alpinen Süßwassermolasse (OSM) verschüttet, so dass auch die von Norden kommenden Gerinne im Unterlauf vorübergehend plombiert wurden. Auf der südlichen Mittleren Flächenalb sind tertiäre Sedimente (vor allem Obere Süßwassermolasse) auch heute noch nicht überall gänzlich abgetragen (Tautschbuch, Emerberg, Landgericht, Hochsträß).
Im Miozän begann allmählich eine Abkühlung des Klimas von subtropischen zu warm-gemäßigten Verhältnissen. In dieser langen Zeit kam es jedoch zu mehrfachem Wechsel von feuchten und ariden Zeitabschnitten.

### Die prädanubische und die danubische Urlauter
Die Existenz von miozäner Jüngerer Juranagelfluh wurde von Schädel (1973) im Tuffschlot Hungerberg (bei Münsingen) belegt. Die weit über der heutigen Landoberfläche abgelagerten Gerölle waren bei abklingender vulkanischer Aktivität in den Schlot zurückgefallen. Kiderlen (1931) sah Streuschotter in „hangenden Teilen des Alenbergs nördlich Hayingen und in der O.S.M. des Emerbergs“ belegt. Er ordnet diese einer Urlauter zu. Prinz (1959) belegt Juranagelfluh auf der Gemarkung „Bising“, ca. 1,7 Straßenkilometer östlich von Oberwilzingen, südwestlich der heutigen Lauter. (Wohlgerundete Gerölle auf einem Bisinger Acker, die solche Flussgerölle sein können, belegt das Foto „Bising-Funde“).

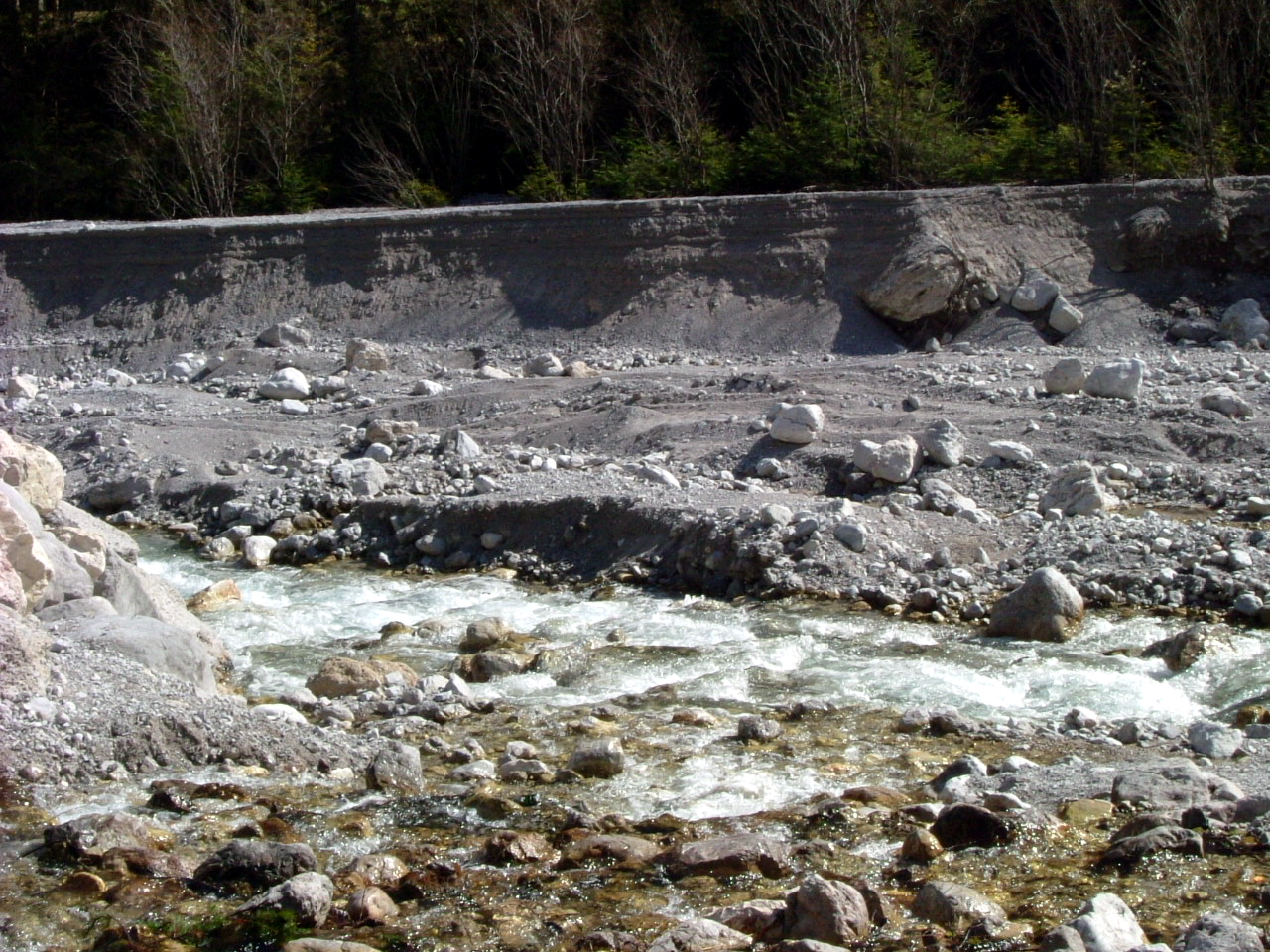
Beispiel eines von Geröll, Kies und Grobsand unterschiedlichster Größe dominierten Gewässers

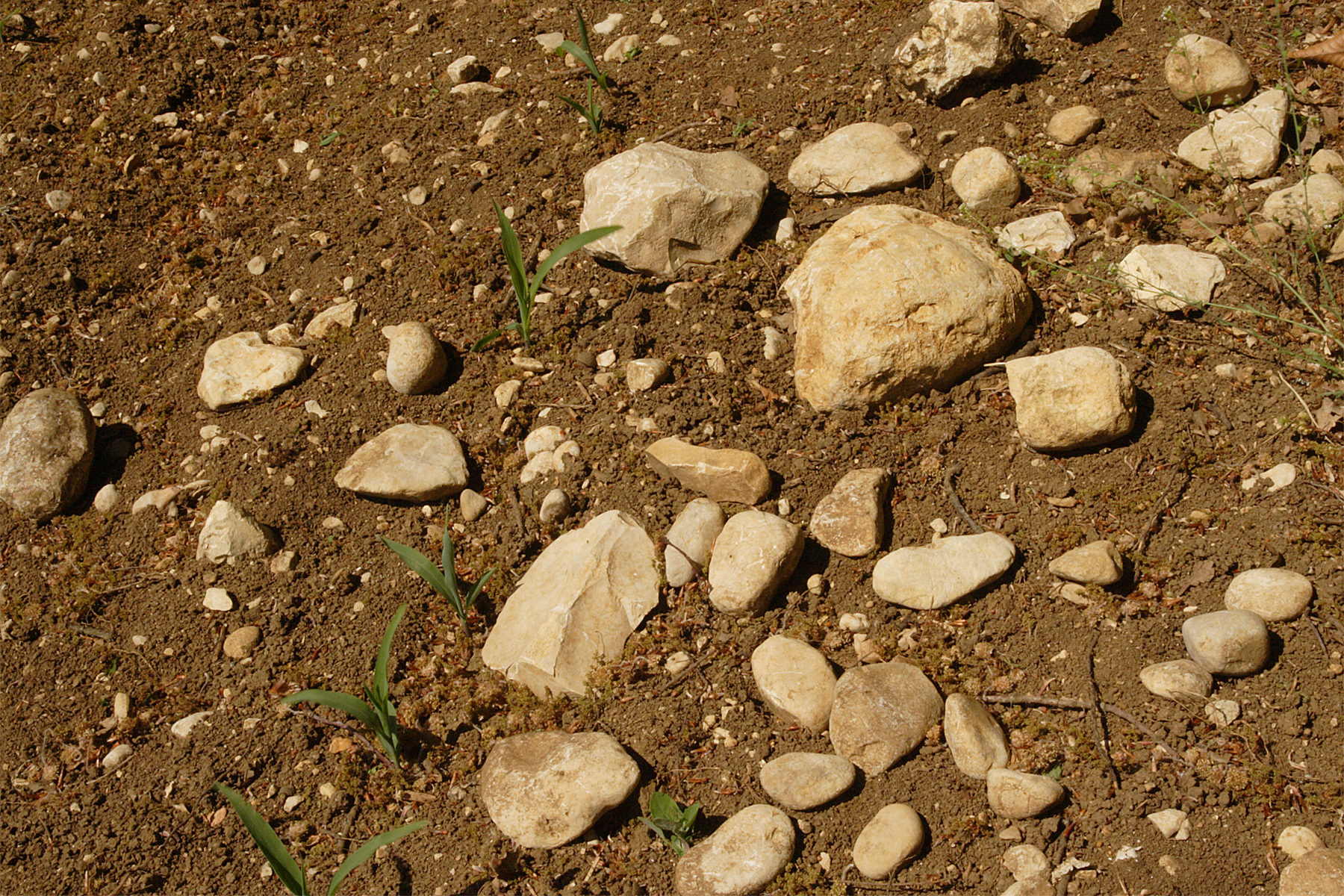
Flussgerölle, Jüngere Juranagelfluh, fluviales Sediment, miozäne Urlauter, „Bising“ (Oberwilzingen)

Der Verlauf und Charakter dieses Urflusses ist ein flacher, sehr breiter, kaum eingetiefter, Nord-Süd gerichteter, Fluss – ähnlich der frühen Aaredonau (siehe weiter unten). Die Urlauter war im Miozän zwar ein kräftiger Urfluss, aber im Verhältnis zu den über die Westalb strömenden Juranagelfluh-Flüssen eher klein. Diejenigen der Westalb hatten nicht nur ihr Einzugsgebiet aus der damals noch weiter nach Nordwesten reichenden Albtafel, sondern auch aus dem nördlichen Albvorland und sogar dem Schwarzwald. Zwischen dem obermiozänen Albstufenrand und dem heutigen Trauf der Mittleren Alb lag das Tal der Ur-Lone. Diese danubische Ur-Lone zog als großer, wasserreicher Vorläufer der Lone alle albstufenrandnahe, fluviatile Einzugsbereiche an sich. Die Reliefspuren der Ur-Lone und ihrer Nebenflüsse sind mit der Rückverlagerung des Albtraufs und der weiteren Entwicklung des nördlichen Albvorlandes längst verschwunden. Das LGRB hat in einer Graphik die von Norden kommenden Urflüsse und deren jüngere Flussversionen angegeben, die in die Obere Donau mündeten (vgl. das Graphik-Bild „Donau-Entwicklung, Miozän bis heute“). Die Urlauter wäre geographisch etwa bei Lauterach in die Graupensandrinne gemündet, nach Entstehung der Urdonau sodann in die frühe Urdonau (Aaredonau).

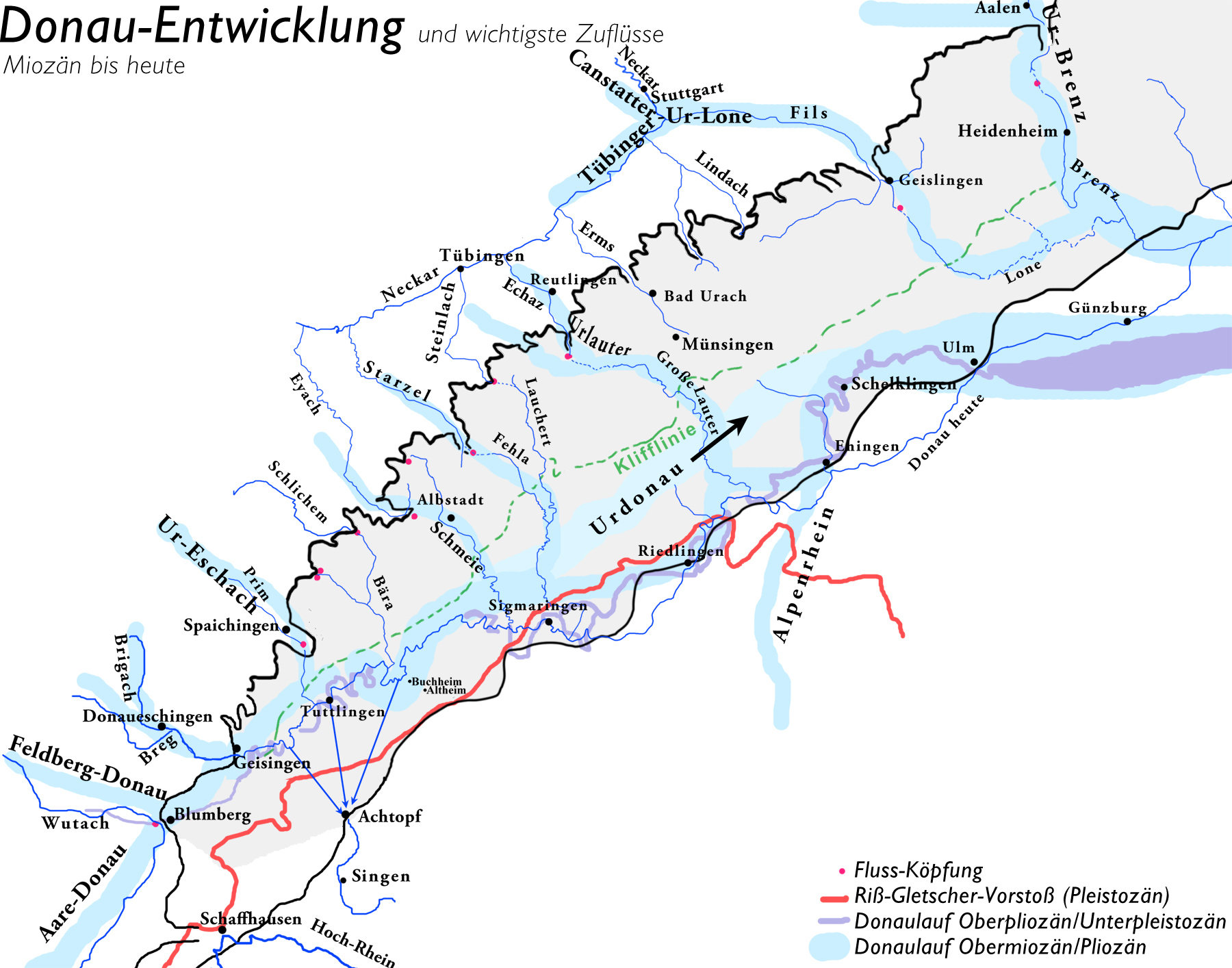
Donau-Entwicklung und wichtigste Zuflüsse von Norden, Miozän bis heute

## Donau-Entwicklung, erste Verkarstung, erste Eintiefung der Großen Lauter

### Südwestdeutschland im Pliozän
Das anhaltende Absinken des Oberrheingrabens ab dem Obermiozän leitete die zweite große tektonische Phase in Südwestdeutschland ein. Der Schwarzwald wurde angehoben, die Decken bis zum Grundgebirge abgetragen. Eine erhebliche tektonische Aufkippung der Schwäbischen Alb (Heraushebung der Schichten zu Stufen und Neigung von West nach Ost, ermöglichte die Entstehung und Entwicklung der Urdonau.) Die sehr mächtige Aaredonau entwässerte die Westalpen (Schweiz) und floss über das heutige Untere Wutachtal und das Trockental der Aitrach in trägen, stark verwilderten, kilometerbreiten Rinnen auf der Flächenalb nach Osten, dabei die zu diesem Zeitpunkt noch verbreiteten Molassesedimente ausräumend. Diese frühe Aaredonau dürfte so ähnlich ausgesehen haben wie der Mittelteil des letzten in Mitteleuropa noch anzutreffenden unregulierten Flusses Tagliamento, italienische Südalpen (siehe das Foto Tagliamento).

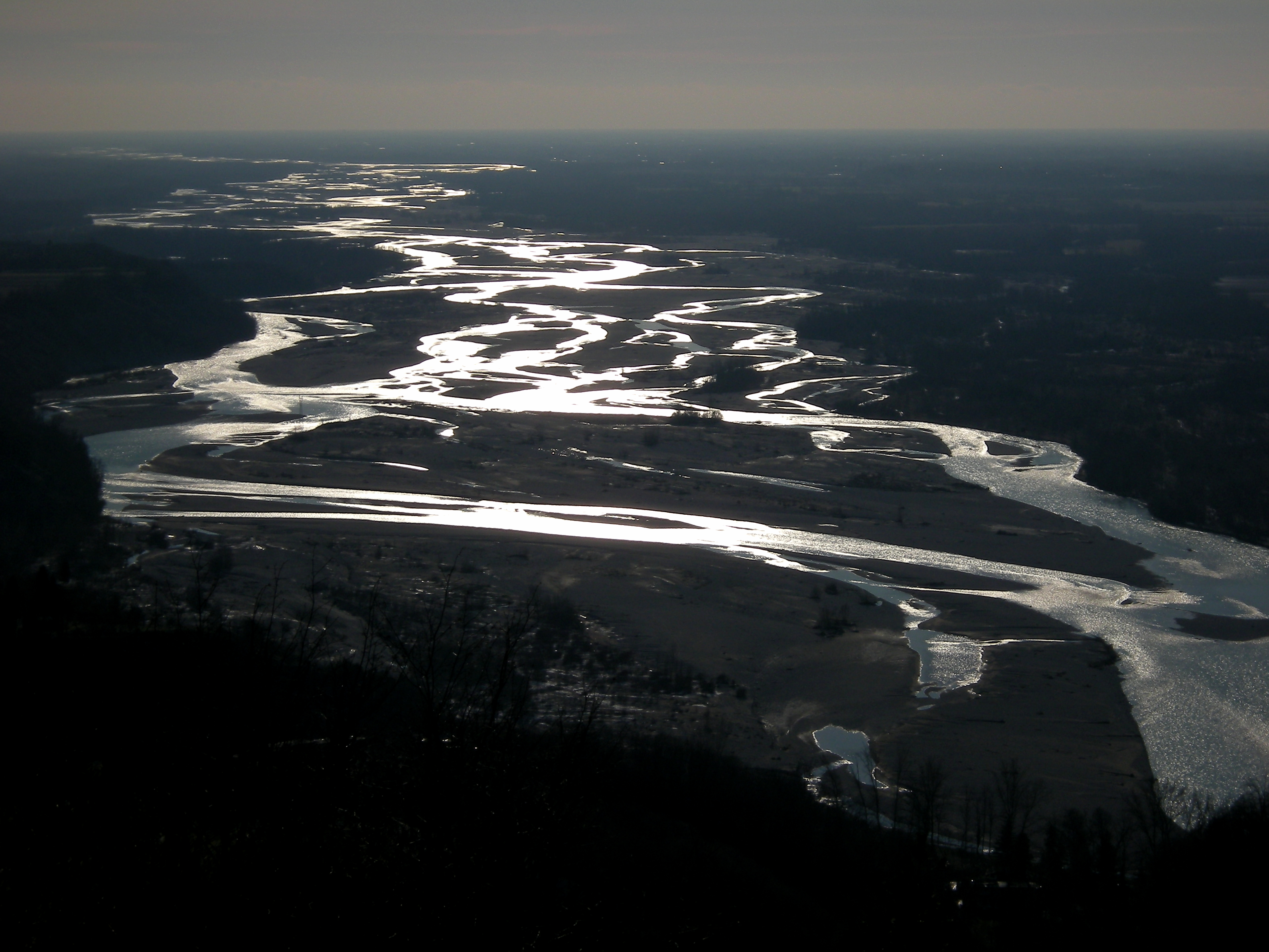
urdonau-ähnlich: Letzter noch unregulierter Fluss „Tagliamento“ Mitteleuropas (italienische Südalpen)

Auch die Nord-Urflüsse lagen noch unter der riesigen alpinen OSM-Plombierung der Flächenalb. Die Hebung und Kippung der süddeutschen Großscholle führte dazu, dass sich ihre Flüsse vom Pliozän an allmählich einschnitten, das Verschüttungsmaterial (die „Plombierung“) allmählich wieder ausräumten und auch das Relief weiter veränderten.
Die Urflüsse ergossen ihr Flussfracht (Wasser und Juranagelfluh) nicht mehr in die Graupensandrinne, bzw. das Molassebecken, sondern nunmehr in die Urdonau.
Die große Urdonau wurde zum dominierenden Entwässerungsstrang. Das prägte das sich entwickelnde Gewässersystem des größten Teils des noch ausgedehnt flachen Süddeutschen Schichtstufenlandes bis zum Mittleren Pliozän. Die Aaredonau/Donau ist durch eine ganze Reihe von Resten Pliozäner Donau-Höhenschotter unstrittig belegt – zwischen Blumberg und Ulm auf der Flächenalb flächendeckend und danach auch noch vereinzelt. Auf der Mittleren Flächenalb kam diese breite Donau bis auf zwei Kilometer an die Klifflinie heran. Allerdings schwächte die Umlenkung der Aare zu Doub/Saone/Rhone die Aaredonau, 6/7 der Wassermenge gingen der Donau verloren. Der Alpenrhein floss noch bis ins Ältest-Pleistozän durch Oberschwaben bei Ehingen in die Donau.
Die Aaredonau/Donau erreichte bis zum Ende des Pliozäns ihre wesentliche Eintiefungsetappe. „An dessen Ende besaß der Fluß schon ein 150 m tiefes Kastental. Eiszeitlich wurden nur mehr 50 m der heutigen Taltiefe geschaffen (…).“
Die alles entscheidenden flussgeschichtlichen Ereignisse an der Grenze Miozän/Pliozän waren:
1. Die zweite große tektonische Phase; das Sinken des Oberrheingrabens mit der daraus folgenden Schwächung der Nord-Urflüsse (inklusive der Juranagelfluh-Rinnen im Hegau) durch rückschreitende Erosion und Anzapfungen von Nebenflüssen (Schwarzwald ab Obermiozän und vor allem, Neckar im Albvorland)
2. Die „Amputation“ Wagner (1961) der Aaredonau durch den Umlenkungs-Verlust der Wassermassen im Mittelpliozän
3. Schwäbische Alb: Hebung (Schrägstellung von Norden nach Süden), Kippung (nach Osten) und Einstellung aller Gewässer auf diese Folgen und damit die allmähliche Zertalung und Verkarstung (die sich auf den Vorfluter, die stark eingetiefte Donau, ausrichtete)

Bis zum Mittleren Pliozän war in ganz Süddeutschland die „Fixierung“ der heutigen Haupt-Talsysteme, die zur Donau entwässerten und damit die Zerschneidung des Flachreliefs des Süddeutschen Schichtstufenlandes erfolgt. In ihrer Geschichte verlagerte die Donau ihren Lauf mehrfach nach Süden, das belegt die Streuung der „Pliozänen Donau-Höhenschotter“. Der Rückbau des Albtraufs, vor allem durch die rückschreitende Erosion des Neckars und seiner Tributare (Folge des Oberrheingaben-Absinkens) folgte. Die Verkarstung entwickelte sich so zur Tiefenverkarstung, dass die Nebenflüsse der großen Entwässerungsrinnen (zur Donau) zu verschiedenen Zeiten mindestens in ihrem Ober- und Mittellauf sukzessive trocken fielen und den großen Gerinnen kaum mehr Wasser zuführten.

### Die danubische Große Lauter
Nach der Entstehung der Urdonau und nach den massiven Änderungen der Donau hat sich auch die Große Lauter allmählich eingeschnitten, aber – wie das ganze Flusssystem des Albplateaus – immer am jeweiligen Lauf der Donau ausgerichtet.

#### Albtrauf und Einzugsbereiche der Obersten Großen Lauter
Branco (1884) fand Weißen Jura in verschiedenen Schwäbischen Vulkanen, die ja zur Zeit des Albvulkanismus (Unter- bis Obermiozän) aktiv waren. Im Schlot von Scharnhausen (9 km südöstlich von Stuttgart), also rund 20 km nördlich des heutigen Albtraufs, fand er Oxford-Kalke, ebenso im traufnahen Vulkanschlot Georgenberg, südlich von Reutlingen. Der Albtrauf wird auch im Pliozän noch um einige km weiter nördlich gelegen haben als heute (Zeitangaben gibt es erst im Pleistozän, siehe unten). Die pliozäne Albhochfläche bis zum damaligen Trauf und damit das nördliche Einzugsgebiet der Donau-Zuflüsse der Mittleren Alb war also erheblich größer als heute.

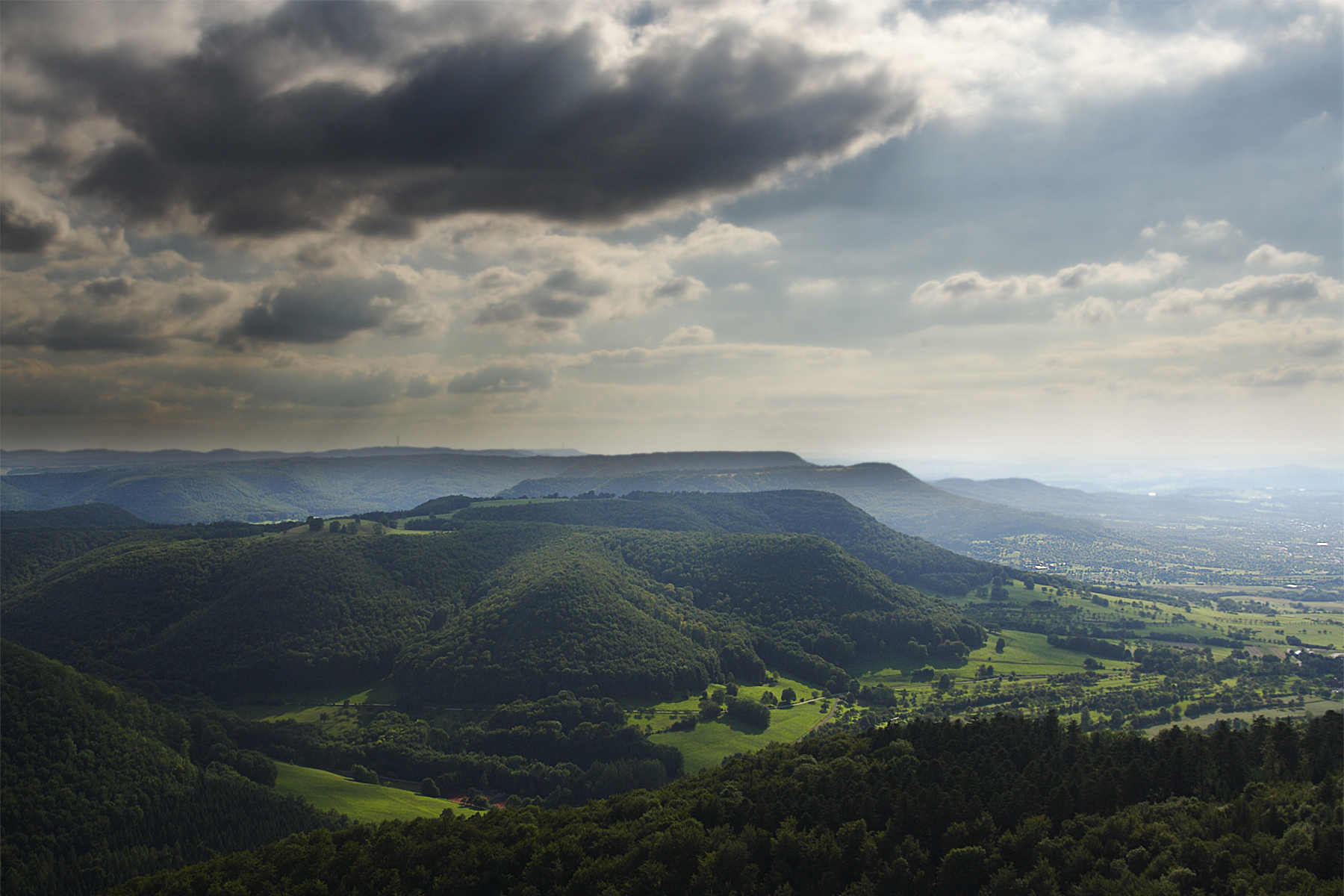
Der heute zerlappte Albtrauf, Blick vom Roßberg nach Südwesten

Welches tatsächlich die Haupttaläste der pliozänen Lauter vor und hinter den früheren Trauflagen waren, ist strittig. Das sehr tiefe Vordringen der Echaz-Traufbucht hat alle jungtertiären Oberflächen vernichtet und die Rolle der Seitentäler beiderseits der Traufbucht schwer interpretierbar gemacht. Von den überwiegend gänzlich trockenen Zubringern zum heute trockenen Oberlauf der Lauter sind 8 Täler identifizierbar, darunter mehrere, die sich noch vor der Mündung in den heute trockenen Lauter-Oberlauf vereinigten. Zwischen dem heutigen Albvorland und diesen danubischen Zuflüssen und dem Lautertal liegen heute beträchtliche Höhenunterschiede, die am heutigen Albtrauf als sogenannte Strunkpässe mit Höhendifferenzen von 100 bis 200 m gut zu erkennen sind. Hier muss man von einem schon frühen „rheinischen Eingriff“ (rückschreitender Erosion beim Rhein, Neckar und Echaz) ausgehen, der auf dem seit dem Miozän sich entwickelnden Oberrheingraben beruht. Die „Aggressivität“ des Rheins ergibt sich aus dem wesentlich größeren Gefälle des Rheins zur Nordsee als dem Gefälle der Donau zum Schwarzen Meer.

#### Eintiefung und erste tiefe Verkarstung der Großen Lauter im Pliozän

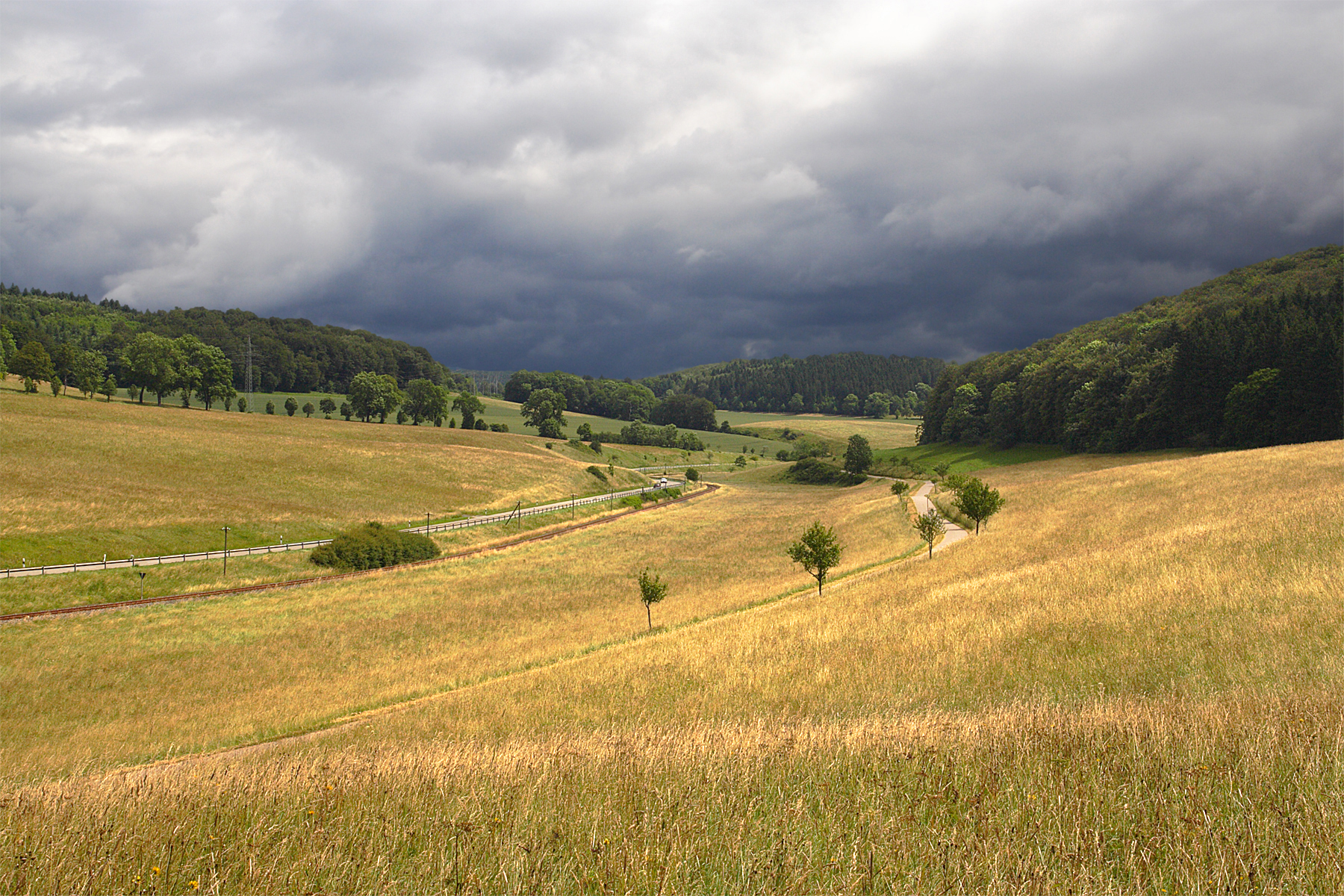
Flaches Trockental, Große Lauter bei Kohlstetten im Plio-Pleistozän

Der Massenkalk, ein nicht geschichteter Weißer Jura, ist aufgrund seiner biogenen Natur härter als geschichteter Weißjura und damit wesentlich resistenter gegenüber Eintiefung durch Erosion. Während der Oberlauf weit und flach ist, verengt sich ab Hundersingen plötzlich das Lautertal zu einem teilweise schluchtartigen Felsental. Die Große Lauter muss sich auf ihrem Weg bis zur Einmündung in die Donau großenteils im Massenkalk der Formationen des Unteren- und Oberen Felsenkalkes eintiefen. Der Wechsel zwischen Felsenenge und breiterem Tal kann auf den 44 km heutiger Flusslänge mehrfach beobachtet werden. In einer Längsschnitt-Zeichnung zeigt Prinz (1959) für die heutige Große Lauter, dass das Gefälle des Flusstales zwar schwankte, es aber auf den letzten 20 % des Laufs um 33 % größer sein musste! Nur so konnte die Einmündung in den rasch eingetieften Vorfluter Donau gelingen. Dies belegt, dass die Eintiefung der Großen Lauter im harten Massenkalk nur langsam voranschritt und langsamer als die Eintiefung der Donau.
„Im Pliozän kühlte das Klima gegenüber dem früheren Tertiär deutlich ab und zeigte bereits ähnliche Schwankungen wie sie für das Quartär typisch sind.“ Diese in der globalen Klimaforschung gut dokumentierte Erkenntnis konnte Abel gut mit ihren Befunden zu Eintiefung von Tälern der Mittleren Alb verbinden.

## Pleistozän bis heute
Die Größe des Einzugsgebietes der Oberen Lauter hing ja immer davon ab, wie weit die danubische Ur-Lone und danach das rheinische Flusssystem es zuließen. Mit der Heraushebung der Schichtstufen des Juras, der Rückverlagerung des Albtraufes durch Abtragung stellt sich die Frage, wo sich der Albtrauf wann befand. Mit dem Scharnhauser Vulkanschlot des miozänen Systems des Schwäbischen Vulkans gab es eine erste brauchbare Zeitmarke (Branco 1884, siehe weiter oben). Wie weit wurde der Albtrauf rückverlagert und damit das nördliche Albplateau abgetragen? Eine zeitliche Einordnung des Traufrückgangs wurde für das Ältest-Pleistozän auf 5 km vor heute geschätzt. Im Jung-Pleistozän (Riß-Zeit) auf 2 km vor heute. In der verlassenen Neckar-Talschlinge des Odenwalds bei Mauer wurden Juragerölle gefunden. Demnach hat sich der Rhein-Neckar-Nebenfluss-Echaz im Mittel-Pleistozän (Cromer-Komplex oder früher) schon in den Jura der Schwäbischen Alb eingetaucht.

### Eintiefungsebenen und Terrassenleisten

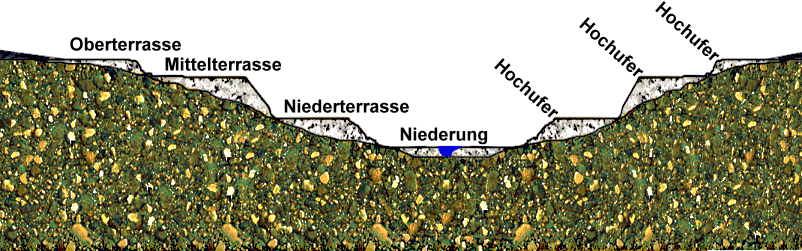
Stationen der Eintiefung eines Flusses durch Wassererosion (Terrassen-Bildung)

Sowohl die pliozänen als auch die pleistozänen Taleintiefungen gingen nicht in einem Zuge vor sich. Auf Eintiefungshalte weisen in allen größeren Tälern der Alb Felsterrassen hin. Hat es seit der ersten Eintiefung der Großen Lauter (bzw. der Urlauter) Stagnationsphasen der Eintiefungsentwicklung gegeben? Erhalten gebliebene Relikte von Eintiefungszuständen der Lauter liegen in Form von Terrassenstufen vor. Für die pleistozäne Eintiefungsentwicklung konnten am trockenen und am wasserführenden Lauter-Oberlauf bis Hundersingen und wieder für die nicht felsig engen Talabschnitte der Mittleren Lauter zwischen Burg Derneck, Indelhausen und Anhausen felsige Terrassen (nicht Aufschüttungsterrassen) festgestellt werden, die wahrscheinlich verschiedenen Talboden-Niveaus angehören. Terrassen des Niveaus um ca. 20 m oberhalb des heutigen Talbodens sind deutlich ausgeprägt. Sie liegen noch an der Basis der Talweitung und werden häufig landwirtschaftlich genutzt. Gerölle auf den Terrassen finden sich auf der Mittleren Alb nur vereinzelt. Abtragungsprozesse, wie z. B. kaltzeitliches Solifluktionsfließen, können Terrassen überprägt haben.

### Extreme Klimaschwankungen: Eiszeiten, Inter-Glaziale, Warmzeiten
Im Obermiozän hatten Schwankungen von Temperaturen und Niederschlägen schon eingesetzt. Im Pliozän und dann im Pleistozän nahmen diese Schwankungen zu. Im Mittleren Pleistozän war das Klima schon durch so starke Zyklizität geprägt, dass Berger et al. (1994) von ‚Mittelpleistozäner Revolution‘ sprechen. Auf der Schwäbischen Alb machten sich diese starken Klimaschwankungen im häufigen Wechsel zwischen Abtragung und Sedimentation bemerkbar. Nach dem Pliozän hat sich die Donau auch noch die letzten ca. 50 m eingetieft. Auf dieses Niveau musste sich die Lauter schließlich auch eintiefen. Mit der restlichen Eintiefung der Lauter hat sich allmählich auch der Grundwasserspiegel der Verkarstung auf dieses Niveau der Donau eingependelt. Spätestens dann waren auch die letzten Nebentäler der Großen Lauter und ihr eigener Oberlauf endgültig vollständig trockengefallen!
Während der stärksten Klimaschwankungen hatte die Erosionsbasis der Donau ihr heutiges Niveau bereits mehr oder weniger erreicht. Dieser Prozess und die Anlage des reifen unterirdischen Karstsystems waren im Wesentlichen schon beendet, bevor die stärkste Zyklizität begann.
In den Kaltzeiten der Mindel-, Riß- und Würm-Komplexe, also zur Zeit der stärksten Zyklizität, war der Karst der schwäbischen Alb allerdings durchgehend im Periglazialgebiet. Die Verkarstungsfähigkeit war reduziert, in Wintermonaten kann Permafrost auch große Teile des Flusssystems plombiert haben, so dass Schneeschmelze oder Regen-Niederschläge nicht in den trockenen oder wasserführenden Tälern nach unten versickern konnten. Anhaltende oberirdische Abfuhr von Niederschlägen haben natürlich das Talprofil noch einmal erweitert.

### Laufänderungen, tektonische Störungen

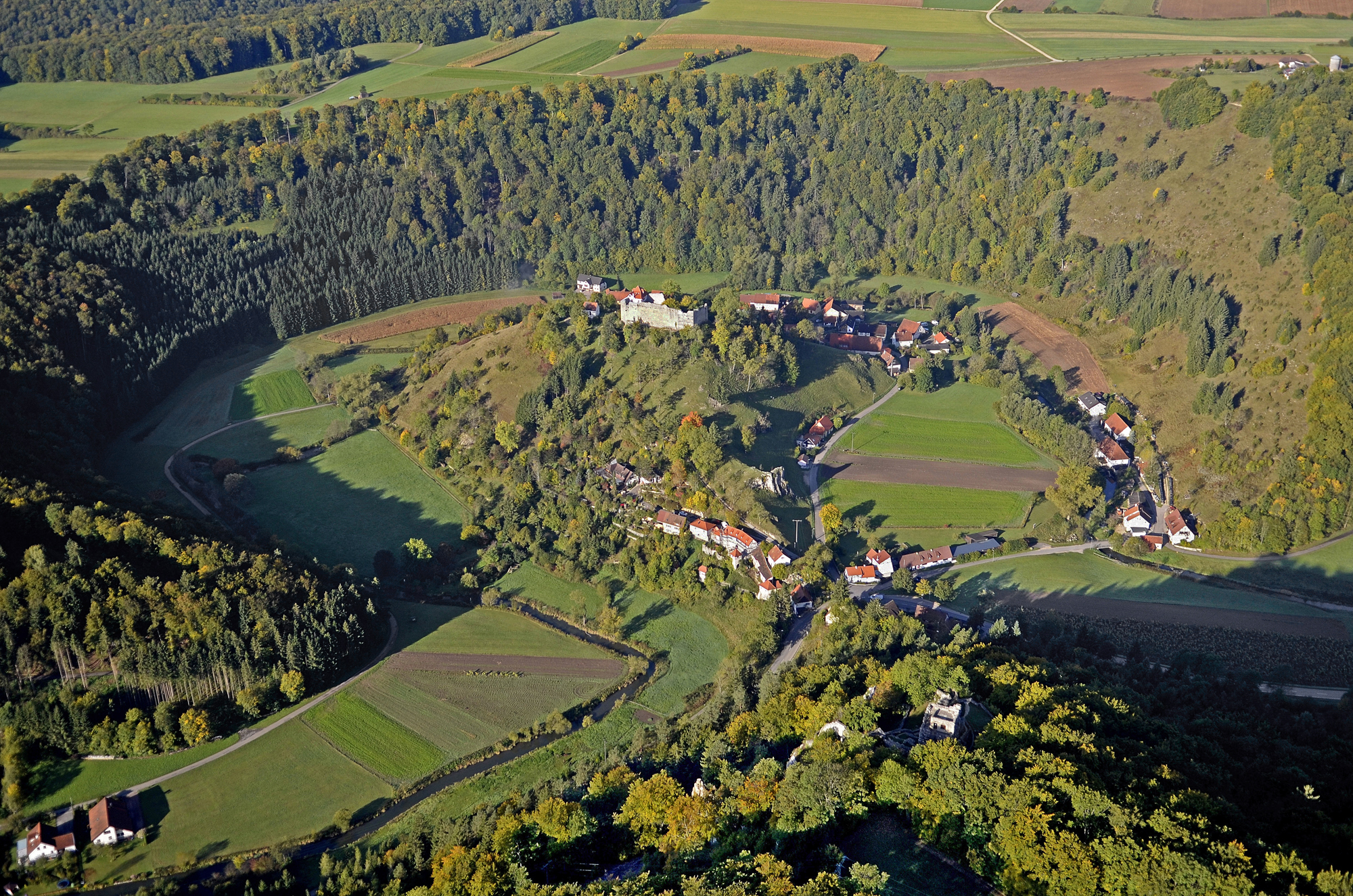
Umlaufberg der Großen Lauter, 100 m Prallhang, Wacholderheide an rechter Flanke

Das Lautertal ist im Oberlauf weit und flach, gegen Süden treten Felsen auf und engen das Tal zu einem teilweise schluchtartigen Felsental ein. Dann weitet sich das Lautertal vorübergehend wieder. Südlich Hundersingen ragt der Durchbruchsberg Mittelberg hervor. Hier hat die Lauter das enge Tal eines Seitenbaches verkürzt. Weiter talab hat Unterer Massenkalk die Eintiefung einer uralten, oberflächennahen großen Mäanderschlinge erzwungen. Der umschlungene Berg wurde zum fast vollendeten Umlaufberg von Gundelfingen.
Nach weiteren 1,7 km Flusslauf folgt ein halbzerstörter Umlaufberg, auf dem heute die Burg Derneck liegt. Vor der Abschnürung des Burgberges floss die Lauter in einer hochgelegenen Talschlinge am Berg Käpfle und dem Weiler „Weiler“ vorbei.
Vor Unterwilzingen quert das Lautertal die Lautertal-Störung. Diese Verwerfung erstreckt sich von Baach (an der Zwiefalter Aach) im Südwesten über Oberwilzingen-Erbstetten-Granheim bis nach Frankenhofen im Nordosten. Die auch morphologisch deutlich nachzuverfolgende Abschiebung hat die Südscholle verworfen. Der Teil der Verwerfung südlich des Lautertals bei Oberwilzingen (vgl. Foto) hat hier eine Steilstufe im Massenkalk mit einer Abschiebung von ca. 100–115 m gebildet. Das ist sogar mit dem bloßen Auge gut erkennbar. Prinz (1959) S. 77, analysierte dies Störung und teilte sie in zwei Teilstörungen und drei Bewegungsphasen ein, die sich in verschiedenen Erdzeitaltern ereigneten. Für den Teil südlich des Lautertals, die dritte Bewegungsphase, ist eine mittelmiozäne – obermiozäne Nachbewegung nachgewiesen. Die Störung soll sich aber nicht auf die Gefällekurve der Lauter ausgewirkt haben.

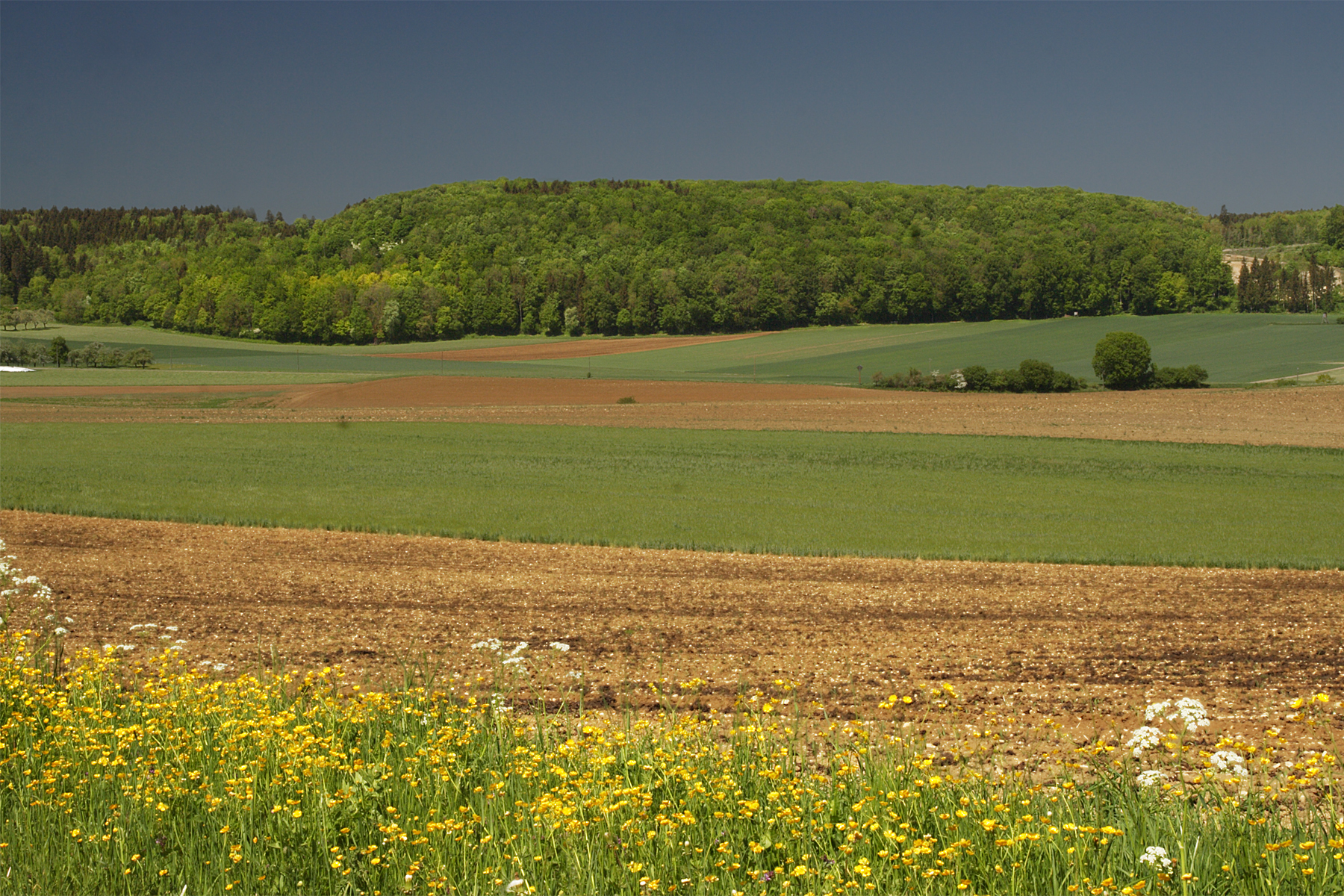
sichtbare große Verwerfung, Nachbewegung im Mittel/Obermiozän, ca. 100 m, bei Oberwilzingen, Großen Lauter

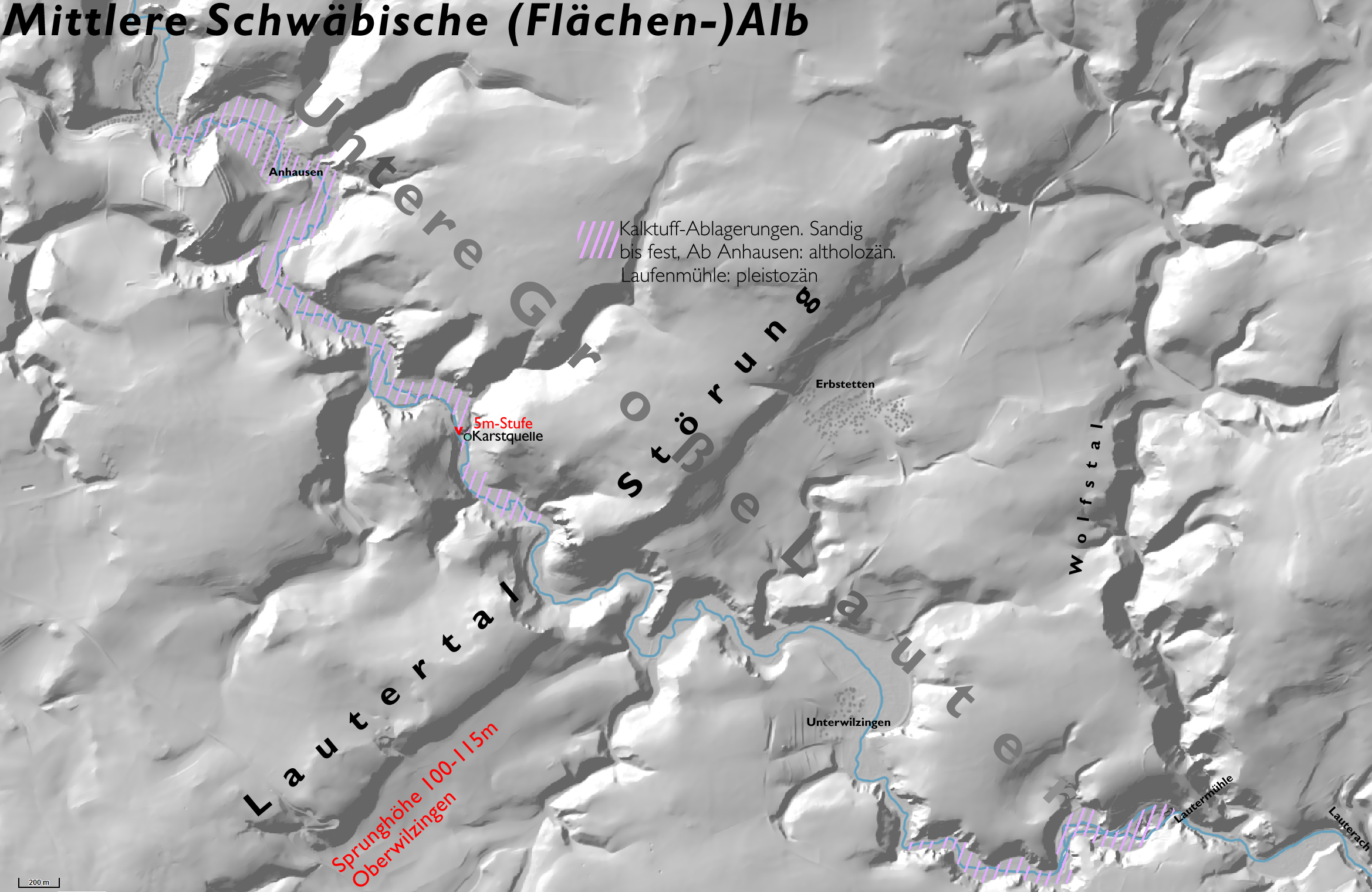
Verwerfung an der Unteren Großen Lauter, digitales Höhenrelief. Zwei ausgedehnte Kalktuffbarren (Schraffur) sind gekennzeichnet

Eine ebenfalls miozäne Verwerfung, wahrscheinlich aber bedeutend jünger als die Lautertal-Störung, ist eine Störung bei Reichenstein mit einem Sprungbetrag von nur 5 – 10 m. Diese Verwerfung zeichnet sich aber dadurch aus, dass sie die Talrichtung der Großen Lauter in Richtung Osten beeinflusst hat.

### Rezente Sedimente über der untersten Felssohle, insbesondere Kalktuff
Die Felssohle der eingetieften Großen Lauter ist ab dem jüngsten Pleistozän durch verschiedene Ablagerungen wieder aufgeschüttet worden, wenngleich das Wasserangebot durch Reduktion der Einzugsgebiete, die reife Verkarstung und steigende Durchschnittstemperaturen gering geworden ist. Zu den Ablagerungen seit dem jüngsten Pleistozän, die heute noch vorhanden sind, gehören Kalk-Gerölle, Frostschutt/Hangschutt, Grobkies. Eher holozänen Alters sind tonig-schluffiges Material, mehr oder weniger organische Substanz, steiniger Lehm, Torf, Kalktuff fest und sandförmig.

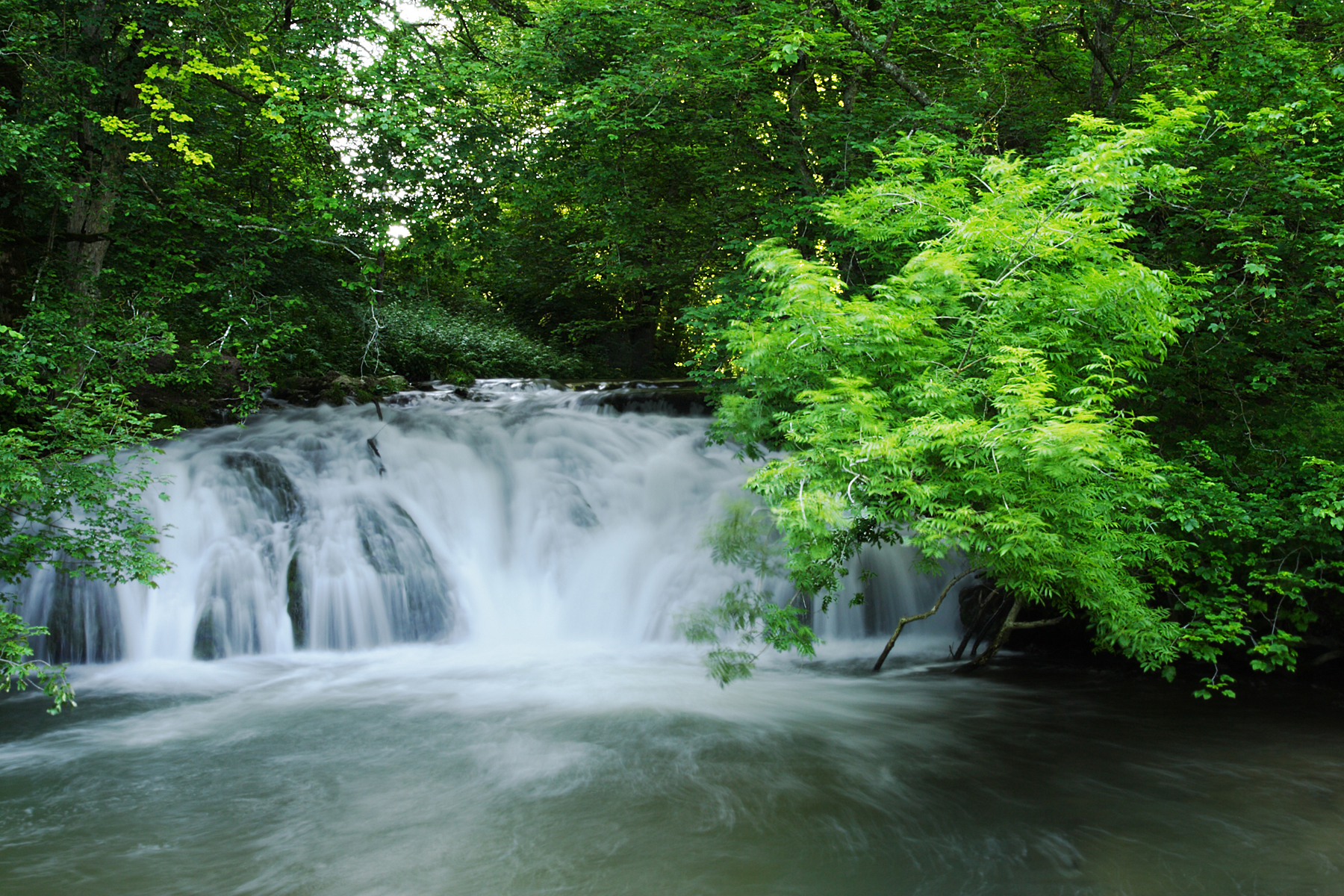
Hoher Gießel, ca. 4 m hohe Gefällestufe im schluchtartigen Lautertal nach Anhausen

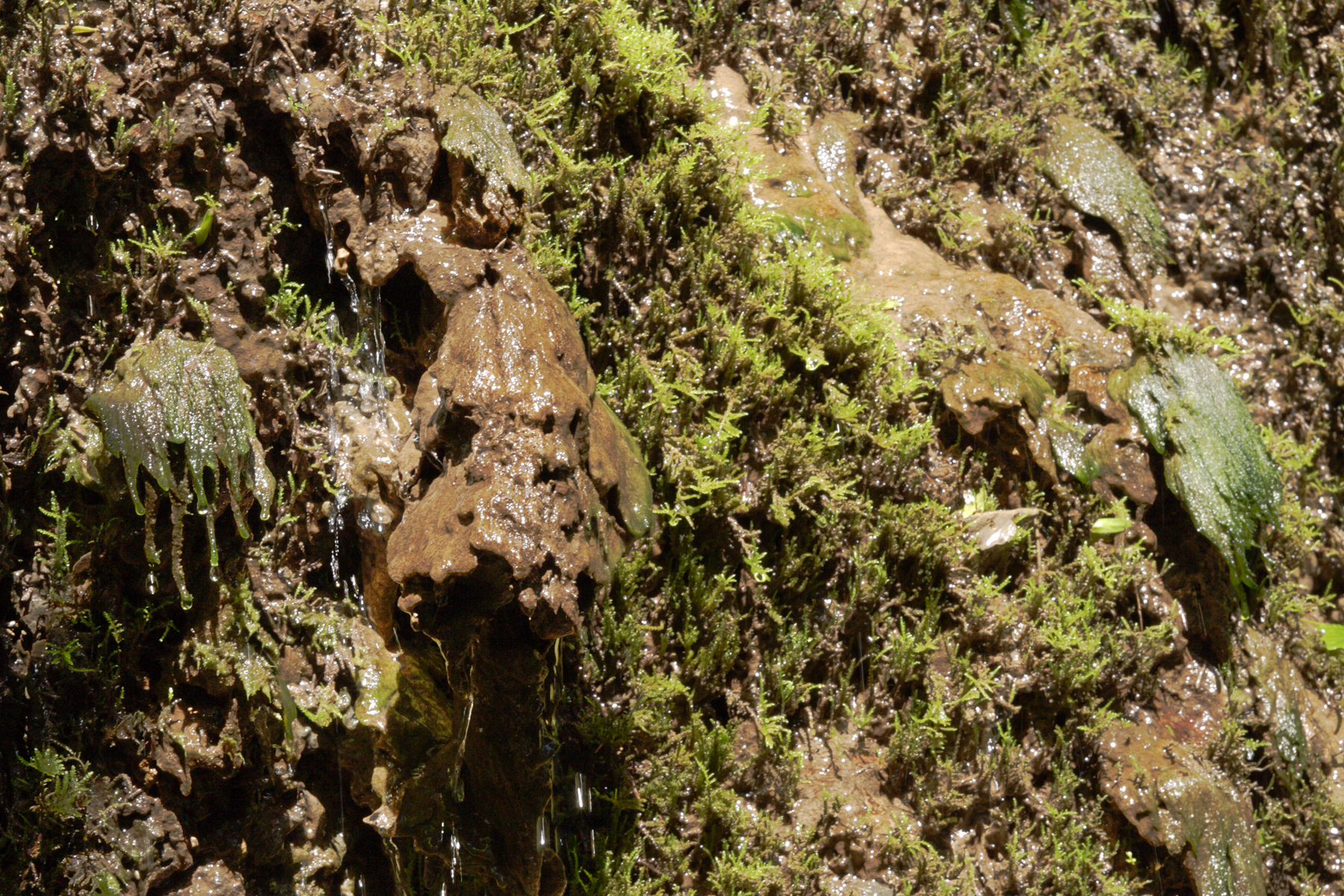
Frisch ausgefällter Kalktuff: Anfangs eine weiche, aber bald ausgetrocknete, harte Masse

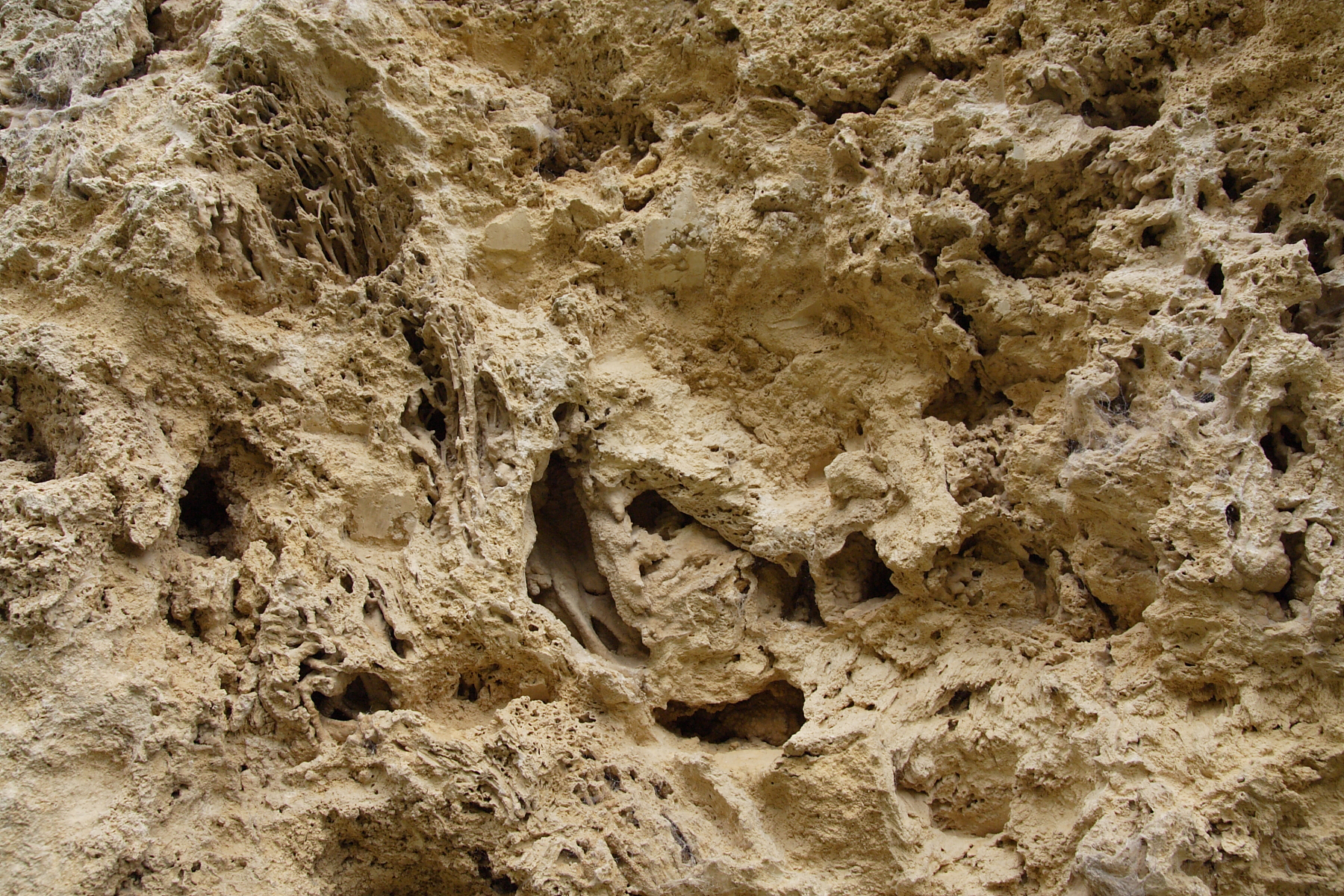
Beispiel für Kalktuff-Sediment mit Einschlüssen

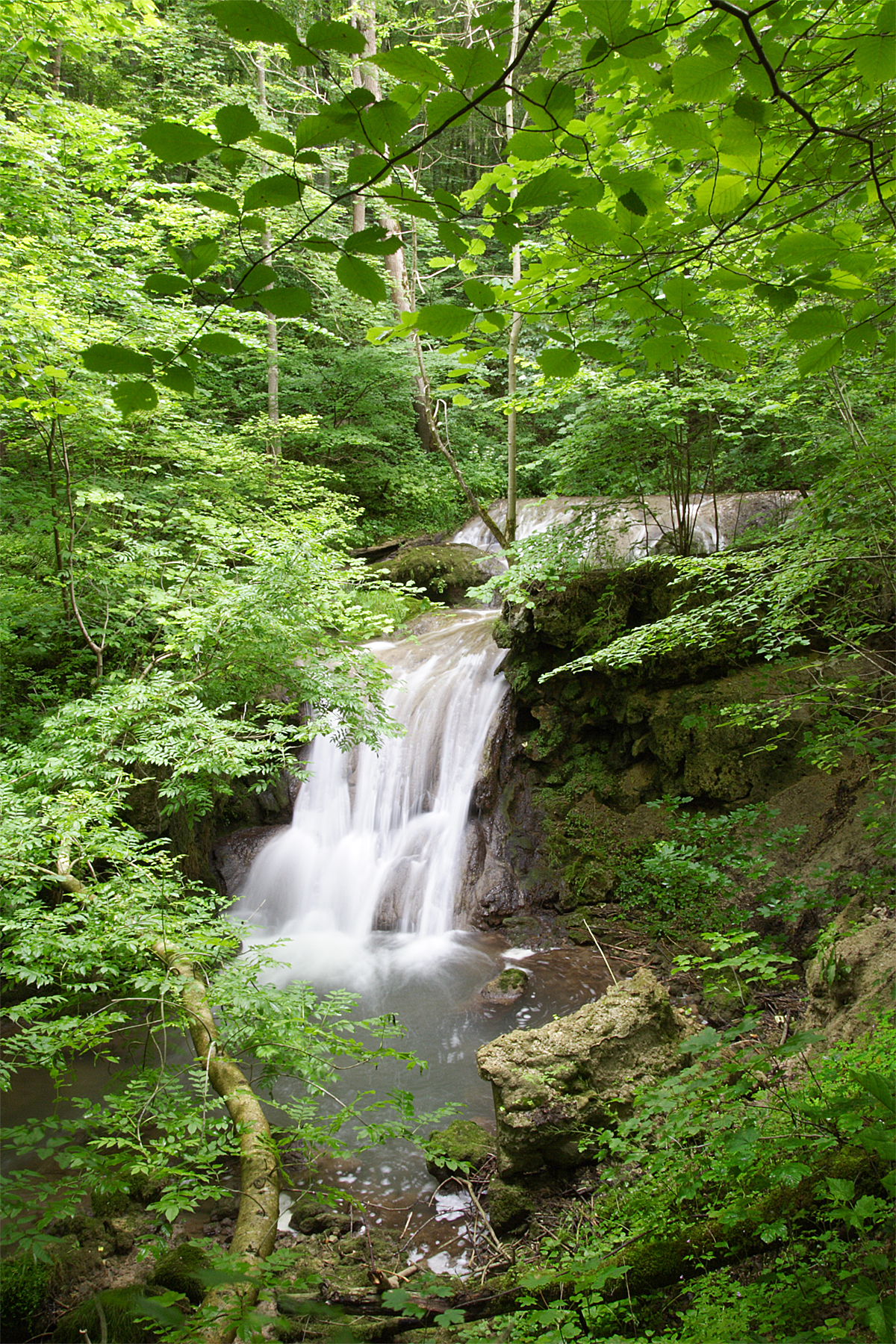
Stufiger Wasserfall, Abriss einer Kalktuffbarre bei der Laufenmühle

Eine typische Erscheinung der reifen Verkarstung im Kalkstein sind Ablagerungen von Kalktuff. Insbesondere nach nur gering-hohen Stufen und kleinen Wasserfällen, wie dem „Hohen Gießel“, eher eine Folge von das Gefälle beeinflussenden Kaskaden, kommt es zu chemischen Ausfällungen von Calziumkarbonat (CaCO3), welches in Karstwasser bis zum chemisch möglichen Sättigungsgrad aufgelöst sein kann. Gelöstes Kalziumkarbonat ist ein „normaler“ Bestandteil des Karstwassers der Schwäbischen Alb. Der Ausfällvorgang ereignete sich im Interglazial des Jungpleistozäns und dann wieder in der Warmzeit Atlantikum in großen Mengen und auch gegenwärtig in kleinerem Maßstab an den meisten Bächen und Flüssen der Schwäbischen- und der Fränkischen Alb. Insbesondere wenn Verwirbelungen bzw. Druckentlastung ansteht, z. B. nach Höhlen- oder Quellaustritten, kommt es zur chemischen Reaktion. Dann kann der Gasbestandteil CO2 des gelösten Kalziumkarbonats entweichen und zurück bleibt eine anfangs weiche, meist gelbliche Sediment-Masse.
Nahe an der Stufe des Wasserfalls Hoher Gießel befindet sich eine der wenigen Karstquellen des Großen Lautertals, der Blaubrunnen. Das Kalktuff-Sediment setzt sich ab und erhärtet. Dabei werden alle kleinen Fremdkörper, Kleingetier, Laub, Zweige, Sand und Lehm mit eingeschlossen. Auch Hohlräume und Überhänge können entstehen.
Das bedeutendste Kalktuffvorkommen ist durch einen erst seit wenigen Jahren stillgelegten Steinbruch aufgeschlossen (bei der Laufenmühle). Hier wurde bis ca. 1950 eine ca. 30 m hohe, 60 m breite, ausgehärtete Kalktuffschicht gewerbsmäßig abgebaut. Aus dem Kalktuff wurden früher gerne für den lokalen Hausbau exzellent geeignete Steinquader gesägt.